# Flughafen Paris-Charles-de-Gaulle

i7
i11
i13
Der Flughafen Paris-Charles-de-Gaulle (IATA-Code: CDG, ICAO-Code: LFPG, auch Roissy) ist vor Paris-Orly der größte internationale Verkehrsflughafen der französischen Hauptstadt Paris sowie mit 70,3 Millionen Passagieren im Jahr 2024 nach London Heathrow und Istanbul der drittgrößte Passagierflughafen Europas. Im weltweiten Vergleich der Flughäfen steht Paris Charles de Gaulle auf Rang 14. Der nach dem französischen General und Staatsmann Charles de Gaulle benannte Flughafen ist das internationale Drehkreuz der Air France und mit über 600 Unternehmen und etwa 75.500 Beschäftigten einer der wichtigsten Wirtschaftsstandorte der Île-de-France.

## Geschichte

Ehemaliges Logo der Pariser Flughäfen

In den 1960er Jahren wurde absehbar, dass der Flughafen Orly bald die Grenzen seiner Kapazität erreicht haben würde und ein neuer Großflughafen für Paris notwendig wurde. Durch den behördenartigen Status des Flughafenbetreibers Groupe ADP (ehemals Aéroports de Paris), von seiner Gründung 1945 bis zur Privatisierung 2005 laut Gesetz für alle Landeplätze im Radius von 50 km um Paris zuständig, war es möglich, die Entwicklungen im Pariser Flughafensystem zentral zu steuern und den Flughafen innerhalb weniger Jahre auf dem Reißbrett zu entwerfen. Der französische Ministerrat wählte am 13. Januar 1964 das Gelände östlich von Roissy-en-France, das sich über sechs Gemeinden und drei Departements verteilte, für den neuen Flughafen aus, der am 8. März 1974 als Flughafen Charles-de-Gaulle in Betrieb ging.
Anders als bei zeitgenössischen Großprojekten, wie den geplanten neuen Flughäfen in München oder Hamburg-Kaltenkirchen, galt es in dem dünn besiedelten Ackergelände in der Nähe der Dorfschaft Roissy-en-France weder Bürgerproteste noch Umweltauflagen oder Planungsbeschränkungen zu beachten. So begannen die Bauarbeiten für das erste Terminal schon 1968, ein Jahr später folgten die Nebengebäude der Energie-, Klima- und Telefonzentrale. Der erste Kontrollturm wuchs von 1970 bis 1972 auf insgesamt 80 Meter Höhe, 1971 war die erste Landebahn einsatzbereit.
Zu den damaligen Innovationen des modernen Flughafens gehörten die parallelen Start- und Landebahnen, die gleichzeitig benutzt werden können, und ein speziell für den Flugverkehr konzipiertes Abfertigungsgebäude. Bei früheren Flughäfen wie Orly waren die Start- und Landebahnen für verschiedene Windrichtungen ausgelegt und blockierten sich oftmals gegenseitig. Die Terminals bestanden in der Regel hauptsächlich aus einer zentralen Halle.
Der junge Architekt Paul Andreu wurde mit dem Entwurf des Flughafens betraut. In der Planungsphase veranstaltete er innovative, unkonventionelle Workshops und Gesprächsabende mit Innenarchitekten und Möbeldesignern, Psychologen und Musikern, einem Typographen und anderen Künstlern.
In der ersten Baustufe waren zunächst zwei parallele Landebahnen und ein erster Terminal sowie Frachtbereiche und Nebengebäude zwischen den Bahnen vorgesehen. Der Masterplan sah maximal fünf Pisten und fünf identische Terminals für maximal 50 Millionen Passagiere vor, wurde jedoch schon 1970 zugunsten des Terminals 2 wesentlich geändert.
Zunächst unter dem Arbeitstitel Paris Nord beschlossen, wurde er als Flughafen Roissy geplant, aber ein Jahr vor der Eröffnung nach dem verstorbenen General de Gaulle umbenannt. Die Einweihung des Großprojektes am 8. März 1974 wurde überschattet vom Absturz einer DC-10 der Turkish Airlines, die fünf Tage zuvor auf dem Weg von Paris-Orly nach London in der Nähe abgestürzt war (siehe auch Turkish-Airlines-Flug 981).
Vom 3. bis zum 10. Dezember 2022 trug der Flughafen den Namen Paris-Anne de Gaulle, nach der Tochter von Yvonne und Charles de Gaulle. Dies geschah auf Initiative der Fondation Anne de Gaulle und der Groupe ADP im Zusammenhang mit dem Internationalen Tag der Menschen mit Behinderungen.

## Passagier- und Frachtaufkommen
| Jahr | Passagiere | Veränderung zum Vorjahr |
| ---- | ---------- | ----------------------- |
| 1990 | 22.500.000 | n. V.                   |
| 1991 | 22.000.000 | −2,2 %                  |
| 1992 | 25.200.000 | +14,5 %                 |
| 1993 | 26.100.000 | +3,6 %                  |
| 1994 | 28.700.000 | +10,0 %                 |
| 1995 | 28.400.000 | −1,0 %                  |
| 1996 | 31.700.000 | +11,6 %                 |
| 1997 | 35.300.000 | +11,4 %                 |
| 1998 | 38.700.000 | +9,6 %                  |
| 1999 | 43.600.000 | +12,6 %                 |
| 2000 | 48.246.137 | +10,6 %                 |
| 2001 | 47.996.529 | −0,5 %                  |
| 2002 | 48.350.172 | +0,7 %                  |
| 2003 | 48.220.436 | −0,3 %                  |
| 2004 | 51.260.363 | +6,3 %                  |
| 2005 | 53.798.308 | +5,0 %                  |
| 2006 | 56.849.567 | +5,7 %                  |
| 2007 | 59.922.177 | +5,4 %                  |
| 2008 | 60.874.681 | +1,6 %                  |
| 2009 | 57.906.866 | −4,9 %                  |
| 2010 | 58.167.062 | +0,5 %                  |
| 2011 | 60.970.551 | +4,8 %                  |
| 2012 | 61.611.934 | +1,1 %                  |
| 2013 | 62.052.917 | +0,7 %                  |
| 2014 | 63.813.756 | +2,8 %                  |
| 2015 | 65.766.986 | +3,1 %                  |
| 2016 | 65.933.145 | +0,3 %                  |
| 2017 | 69.471.442 | +5,4 %                  |
| 2018 | 72.229.723 | +4,0 %                  |
| 2019 | 76.150.007 | +5,4 %                  |

Im Jahr 2017 betrug das Passagieraufkommen des Flughafens Charles de Gaulle 69,5 Millionen Passagiere. Dieser bisherige Höchststand bedeutet eine Zunahme auf das 32-fache seit 1974, als 2,2 Millionen Passagiere transportiert wurden. Er ist somit der zweitgrößte Passagierflughafen Europas nach dem Flughafen London-Heathrow (78 Millionen Passagiere) und vor den Flughäfen Amsterdam-Schiphol (68,5 Millionen Passagiere) und Frankfurt (64,5 Millionen Passagiere).
Von 2003 bis 2010 war Paris-CDG der größte Frachtflughafen Europas. 2011 wurden 2,10 Millionen Tonnen Güter befördert, womit Paris den Spitzenplatz an Frankfurt (2,22 Millionen Tonnen) verloren hat.

## Infrastruktur

Flughafendiagramm

Der Flughafen Charles-de-Gaulle verfügt seit 2000 über zwei sogenannte „Doublets“ mit je zwei Start- und Landebahnen, von denen die längere in der Regel als Startbahn und die kürzere als Landebahn genutzt wird. Alle vier Pisten sind parallel; um Verwechslungen zu vermeiden, werden die Bahnen des Doublet Nord als 09L/27R und 09R/27L, die des Doublet Sud dagegen als 08L/26R und 08R/26L bezeichnet. Eine fünfte Piste war ursprünglich als Querwindbahn vorgesehen und sollte die beiden östlichen Enden der parallelen Bahnen verbinden, an ihrer Stelle befinden sich heute jedoch nur Rollwege. Der mögliche Nutzen einer solchen Bahn war umstritten, zudem gibt es in der Bevölkerung wachsenden Widerstand gegen einen weiteren Ausbau des Flughafens. Die neuen Bereiche des Terminal 2 würden außerdem die Startbahn behindern. Für Hubschrauber existiert ein eigener Landeplatz mit drei angrenzenden Abstellpositionen im Norden von Terminal 3.
Inzwischen stehen auf dem Gelände drei Kontrolltürme, der älteste davon steht am Parkplatz südlich vom Terminal 1. 1998 wurde der Tour Sud am Terminal 2E eröffnet, der die Starts und Landungen am Doublet Sud und den Vorfeldverkehr am Terminal 2 überwacht. 2005 ging der neue Tour Nord östlich von Terminal 1 in Betrieb, dort werden zusätzlich zum Doublet Nord und dem Vorfeld von Terminal 1 und 3 alle Flugzeuge im Anflug beobachtet. Nachts übernimmt der alte Tour centrale die Aufgaben der beiden anderen Türme. Der trichterförmige Turm an der Einfahrt des Flughafens ist keine Überwachungseinrichtung, sondern der um das Jahr 1970 erbaute Wasserturm.
Mit der Überschreitung der Marke von 50 Millionen Passagieren im Jahr 2004 erreicht der Flughafen die Grenze seiner ursprünglich geplanten Kapazität. Zwar ist es mit moderner Kontrolltechnik möglich, zusätzliche Flugzeuge abzufertigen und in größeren Maschinen mehr Passagiere zu befördern, allerdings wäre für einen deutlichen Ausbau des Flughafens eine Neuorganisation des Luftraumes über Paris notwendig, da es bereits im An- und Abflug viele Engpässe gibt. Die ursprünglichen Planungen sahen durch den Neubau eines vierten Terminals eine Kapazitätssteigerung auf bis zu 100 Millionen Passagiere bis zum Jahr 2025 vor. Die Planungen des nördlich von Terminal 2 angedachten Terminals 4 wurden jedoch auf Drängen der französischen Regierungen aus ökologischen Gründen nicht weiter verfolgt.
Das Gelände ist mit 3257 Hektar  etwa so groß wie ein Drittel der Stadt Paris innerhalb des Boulevard périphérique, es verfügt über mehr als 125 Kilometer Straßen sowie fünf Hotels mit zusammen etwa 1700 Betten, zahlreiche weitere Hotels befinden sich in den Gewerbegebieten der Nachbarorte.

## Abfertigungsgebäude

### Terminal 1

#### Zentralgebäude

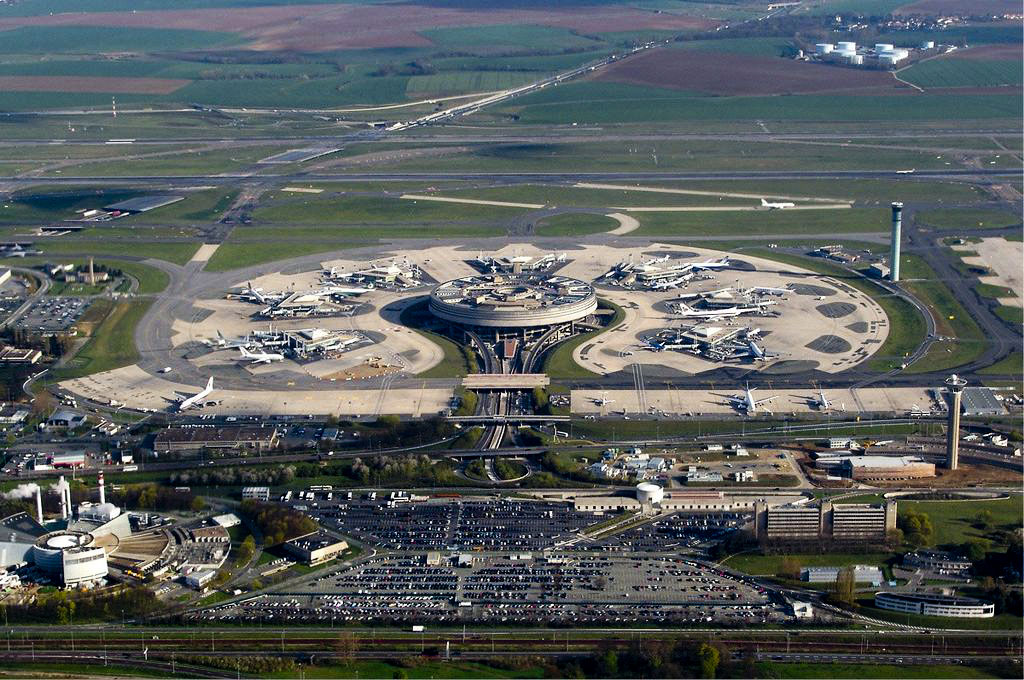
Luftansicht des Terminal 1

Das Abfertigungsgebäude besteht aus einem runden Zentralbau, der über Tunnel mit sieben Satelliten verbunden ist, die auf dem Vorfeld um den Bau angeordnet sind. Das Hauptgebäude selbst ist vom Vorfeld umgeben, von diesem jedoch durch einen Graben getrennt.
Die oberen Etagen des Zentralbaus werden für Technikräume und als Parkhaus genutzt. Sie sind mit einer fensterlosen Betonfassade umschlossen. Die unteren Etagen, in denen sich die Abfertigungseinrichtungen befinden, haben große Fensterflächen, diese werden jedoch von der umlaufenden Vorfahrtsstraße verdeckt.
Im Kellergeschoss, das für Passagiere nicht sichtbar ist, befindet sich die Gepäcksortierhalle. Die Koffer gelangen von hier durch eigene Service-Tunnel zu den einzelnen Satelliten. Im Erdgeschoss sind Geschäfte und Restaurants untergebracht. Außerdem wurden hier bis 2008 zusätzliche Check-in-Schalter eingebaut. Vor dem Gebäude wurde die Haltestelle für die Kabinenbahn CDGVAL gebaut. Im ersten Obergeschoss sind die Check-in-Schalter und die Verkaufsschalter der Fluggesellschaften untergebracht. Passagiere erreichen durch Fahrsteige im Innenhof die zweite Etage. Von der umlaufenden Vorfahrt gelangt man mit dem Auto entweder zur Ausfahrt oder auf die dritte Etage.

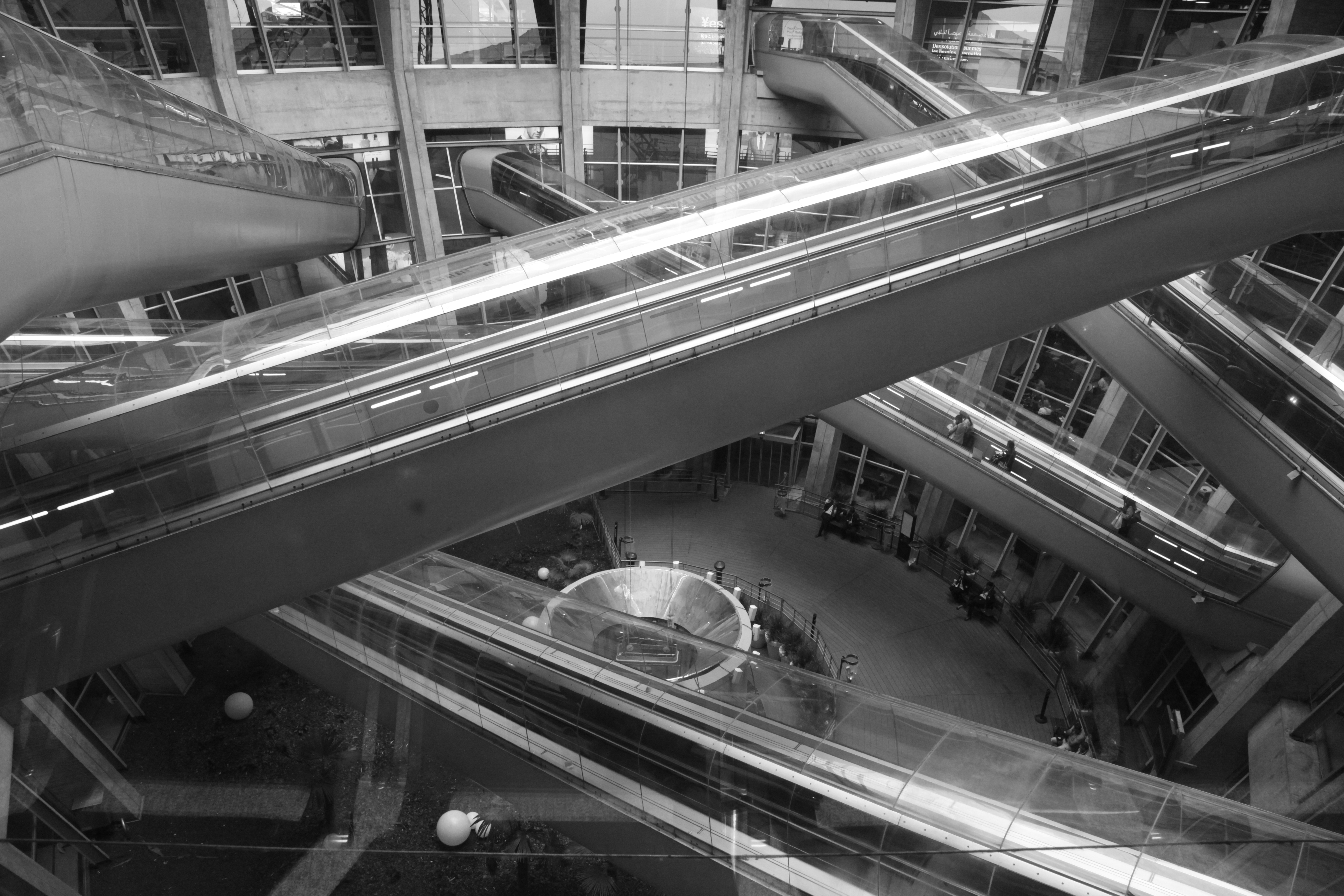
Terminal 1: Innenhof mit Rollbändern

Die zweite Etage ist das Transitgeschoss. Hier befinden sich die Passkontrollstellen, dahinter der Duty-Free-Shop und die Zugänge zu den Tunneln, die zu den Satelliten führen. Zwei Satelliten, Nummer sechs und sieben, sind für Flüge innerhalb des Schengen-Raums („Schengen-Flüge“) ohne Passkontrolle zu erreichen und vom Duty-Free-Bereich getrennt. Ankommende Passagiere gelangen, gegebenenfalls nach der Passkontrolle, über weitere Rollbänder im Innenhof auf die dritte Etage. Der Innenhof selbst ist nicht überdacht, vielmehr verlaufen die Rollbänder in geschlossenen Plexiglasröhren, die wohl die bekannteste Einrichtung des Flughafens darstellen und in verschiedenen Spielfilmen zu sehen sind.
In der dritten Etage befinden sich die Gepäckrückgabebänder und die Zollkontrollstellen, dahinter Autovermietungen, Informationsschalter und einzelne Geschäfte (Kiosk, Café). Verschiedene Buslinien halten auf der Vorfahrt, die um das Gebäude führt. Auf die übrigen Etagen gelangt man durch diverse Aufzüge, die alle in der Außenwand zwischen den Ausgängen liegen und alle Etagen verbinden. Autos gelangen zur Ausfahrt oder auf die darüberliegenden Parkdecks.
Die vierte Etage wird für Büros und Technikräume genutzt. Außerdem befindet sich hier der Einfahrts- und Kassenbereich des Parkhauses darüber, die Straße führt hier von der Außenseite des Gebäudes ins Zentrum, wo sich die Auffahrten zu den Parkdecks befinden.
Die Etagen fünf, sechs, sieben und acht bilden das Parkhaus auf dem Terminal.
Die neunte Etage ist nur teilweise bebaut und wird für einzelne Büros und Technikräume genutzt. Der höchste Gebäudeteil enthält den Loungebereich Salon Blériot (gebührenpflichtig) und ein Restaurant. Beide können nur vom Duty-Free-Bereich aus über einen Aufzug erreicht werden.

#### Satelliten

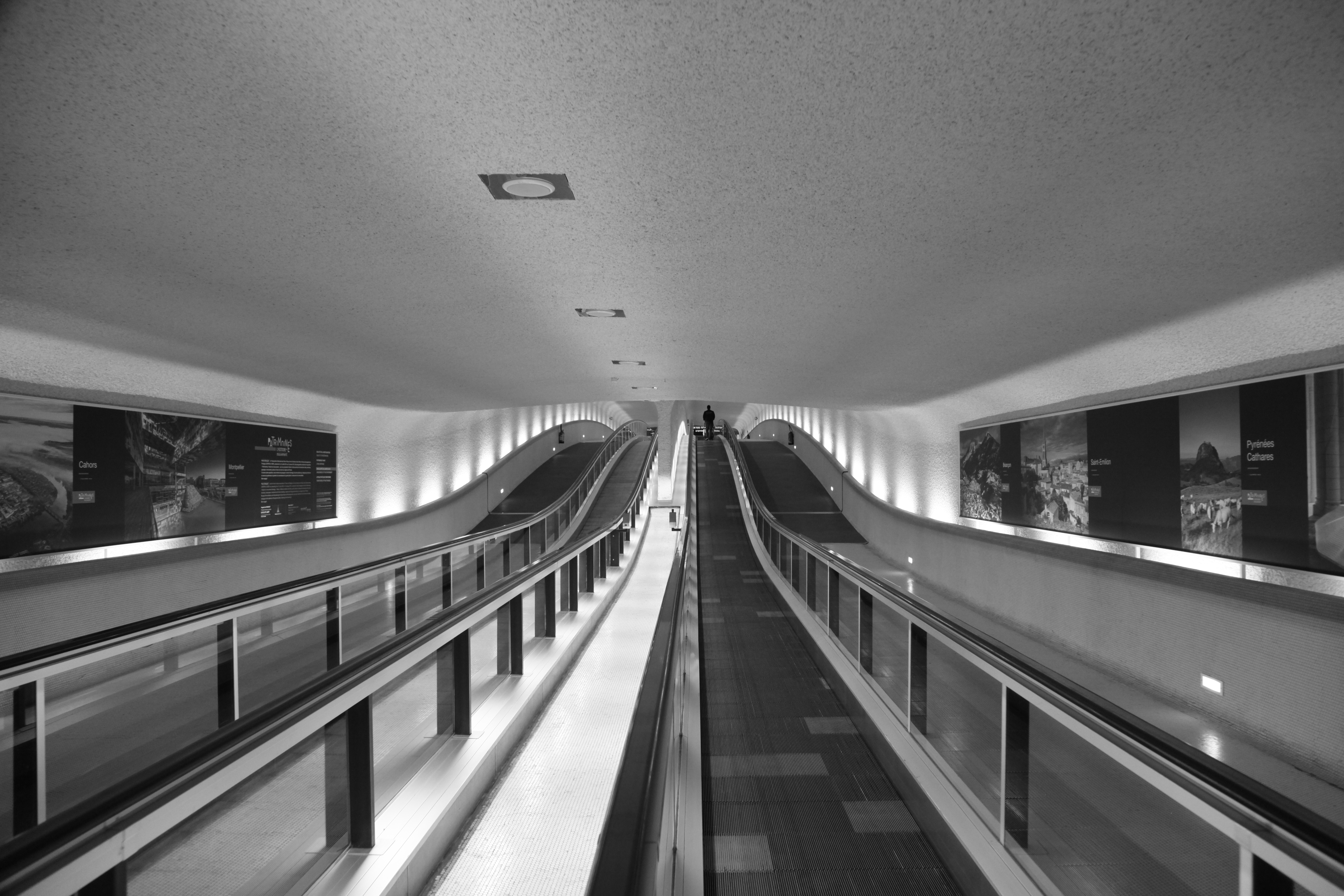
Tunnel von Terminal 1 zu einem Satelliten

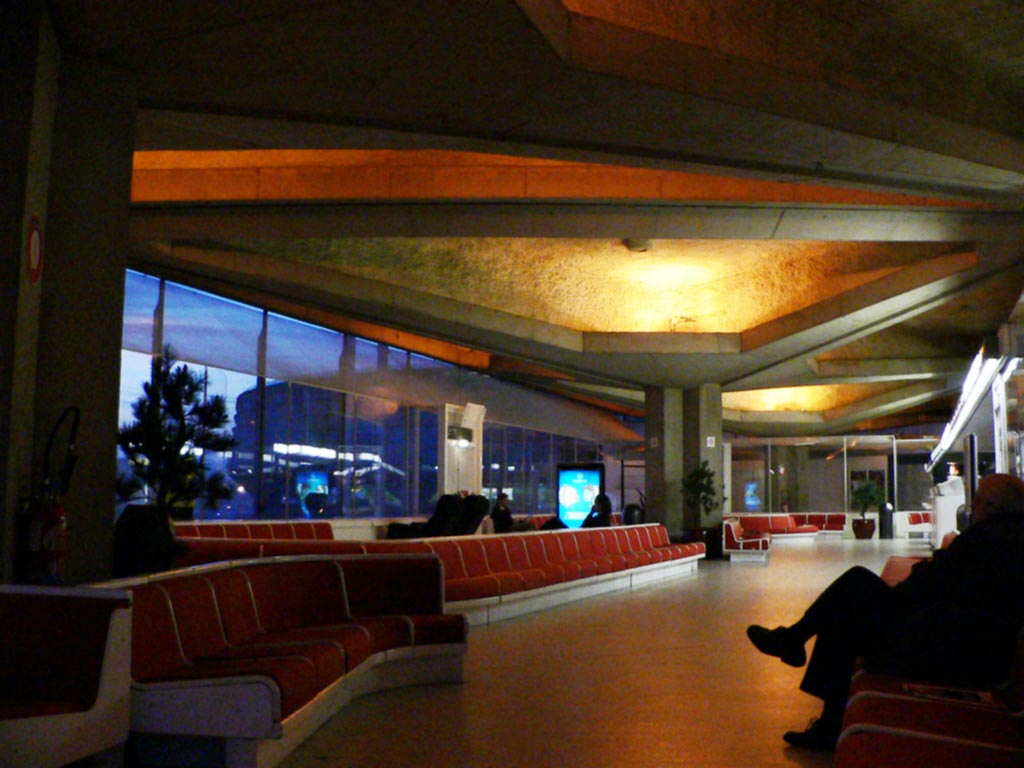
Warteraum am Gate, im Hintergrund das Zentralgebäude

Die sieben Satelliten sind weitgehend identisch. Jeder von ihnen ist durch einen jeweils 250 Meter langen Tunnel mit dem Transitgeschoss des Hauptgebäudes verbunden. Neben je einem Laufband in jede Richtung gibt es einen Fußweg, der aufgrund des Höhenunterschiedes mehrere Treppen enthält. Ein zweiter Tunnel führt zur Sortierhalle, davon ist jedoch nur das Dach des Tunnelstutzens am Satelliten sichtbar.
Im Erdgeschoss, das aufgrund des Höhenunterschiedes zwischen Hauptgebäude und Vorfeld ungefähr auf dem Niveau der Abflugebene liegt, wird das Gepäck umgeschlagen. Passagiere erreichen vom Tunnel das erste Obergeschoss, in dem sich Wartebereiche und ein Kiosk befinden. Die weitläufigen Sitzlandschaften werden im Zuge der Renovierung gegen modernere Sitze ausgetauscht. Eine öffentlich nicht zugängliche Treppe in der Mitte des Satelliten führt zum Erdgeschoss und unter das Dach. Die Satelliten sind mit Teleskop-Fluggastbrücken ausgestattet. Bei größeren Flugzeugen docken in der Regel mehrere gleichzeitig an einen Flieger an.
Die Satelliten sind von eins bis sieben durchnummeriert. Die Reihenfolge ist allerdings ungewöhnlich, da die Satelliten eins und sieben direkt nebeneinander liegen, zwischen drei und vier dagegen die Zufahrtsstraße verläuft. Satellit 1 und 3 sind im Zuge der Renovierung über einen Neubau anstelle des ursprünglichen Satelliten 2 zu einem geschlossenen Gebäude zusammengewachsenen. Dieses neu angeordnete Terminal-Layout, welches außerdem mit Satellit 7 direkt verbunden ist, ermöglicht den Passagieren kürzere Umsteigezeiten.

#### Sanierung und Architektur
Nach 30 Jahren Betrieb ohne nennenswerte Instandsetzungen wurde das Gebäude unansehnlich. Die Einrichtungen waren technisch überholt und die Inneneinrichtung wurde von Passagieren als wenig zeitgemäß empfunden. Der gelegentlich vorgeschlagene Abriss des „monströsen Beton-Camembert“ wurde nicht in Betracht gezogen, da das Bauwerk mit den deutlichen Anleihen an die Science-Fiction-Ästhetik der 70er Jahre und Motiven des Space Age allgemein als zeittypisches Monument betrachtet wird. Im Rahmen einer umfangreichen Sanierung wurde das Terminal 1 von 2004 bis 2008 den modernen Anforderungen angepasst und soll jetzt die gleiche Qualität wie Terminal 2 bieten. Für mehr Tageslicht wurden im Inneren Trennwände entfernt und durch Glasflächen ersetzt. Eine automatische Gepäckförderanlage mit neuer Anordnung der Check-in-Schalter verkürzt den Koffertransport zu den Satelliten von vorher 25 Minuten auf etwa acht Minuten. Die Star Alliance, die einen Großteil der Flüge im Terminal 1 durchführt, ist an den Planungen beteiligt worden. Im Zuge der Pandemie und der damit einhergehenden Schließung des Terminals 1 im Zeitraum März 2020 bis Dezember 2022 wurde das Gebäude grundlegend modernisiert. Mit einem Finanzvolumen von 250 Millionen Euro bekam das Gebäude vor allem neue Technik und einen Erweiterungsbau, der die Kapazität des Terminals 1 um zusätzliche 1,2 Millionen Passagiere pro Jahr steigerte. Insbesondere Lufthansa, Austrian und Swiss nutzen seitdem das Terminal 1.
Architektonisch herausragend und visionär zugleich bleibt insbesondere der Innenhof des Terminals 1, der durch schräge, weit spannende Rolltreppen unter gewölbten transparenten Kunststoffdächern an das deutlich später erstellte Centre Pompidou erinnert. Verewigt wurde diese moderne Architektur auch auf dem bekannten Plattencover der englischen Popgruppe The Alan Parsons Project des Albums I Robot von 1977. Das Monumentale und Inszenierte am Terminal 1 soll den Fluggast glauben machen, dass er hier keinen banalen Flug, sondern eine Reise durch Zeit und Raum antritt.

### Terminal 2

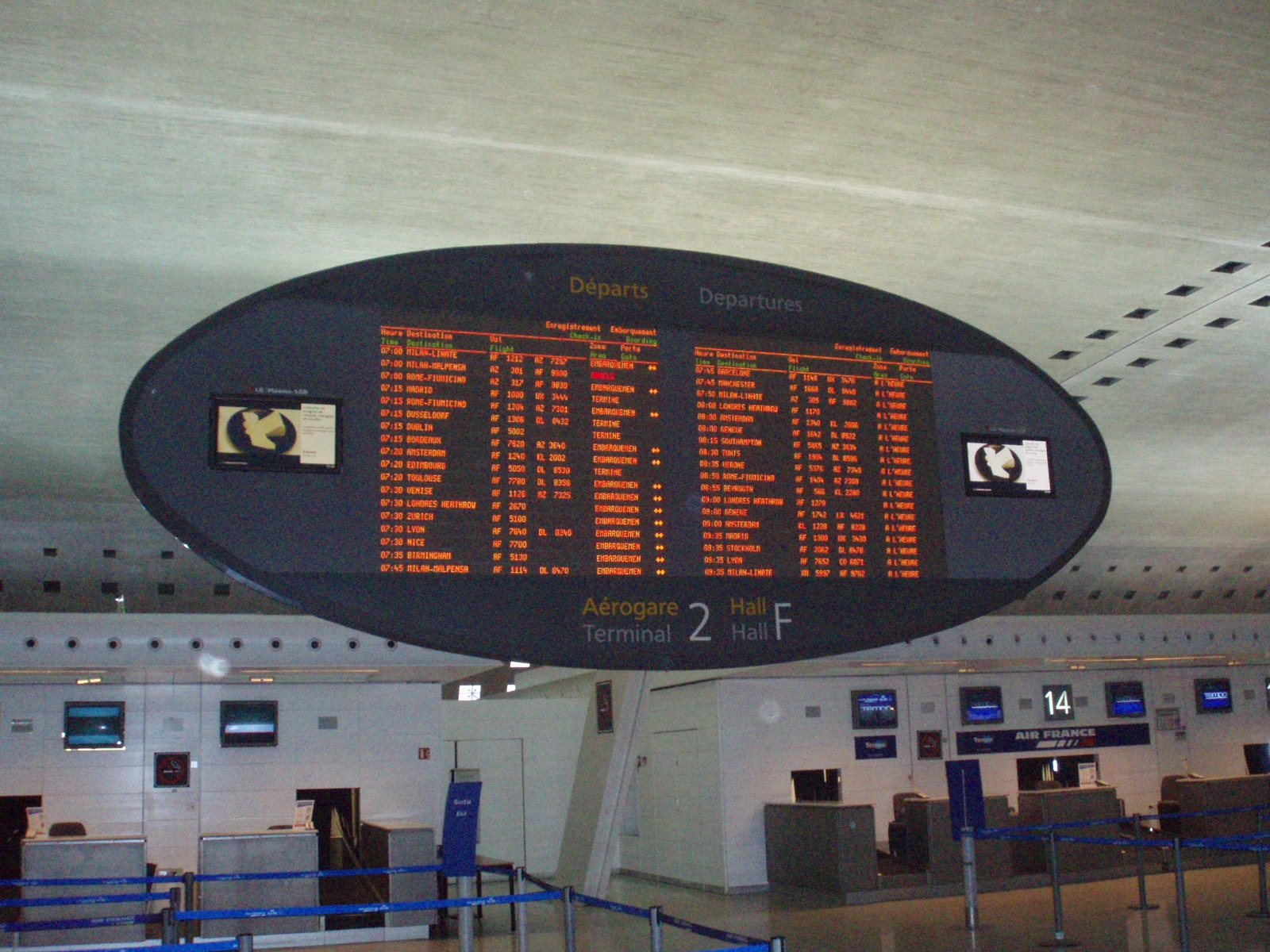
Informationstafeln im Flughafen

Noch vor der Fertigstellung des Terminal 1 begann man 1970 mit den Planungen für das Terminal 2 der Air France, die den Plänen für ein Ensemble aus kleineren Hallen beiderseits einer zentralen Straße 1972 zustimmte.
Nach den Entwürfen sollten ursprünglich acht sogenannte Module entstehen, von denen die vier ersten gebaut wurden, anstelle der vier später vorgesehenen Bauteile wurden zwei größere Terminals und der Umsteigebahnhof realisiert.

#### Terminal 2A/B
Die 1982 eröffneten Module 2A und 2B liegen gegenüber an einer Ringstraße. Wesentliches Kriterium für die Air France als Hauptnutzer waren gegenüber Terminal 1 erheblich verkürzte Fußwege, die Umsteigeverbindungen erleichtern. Ankunft und Abflug finden auf derselben Etage statt. Beide Module sind über eine unterirdische Passage verbunden, die auch zu den Teilen 2C und 2D führt. 1999 wurde am westlichen Ende von Modul A der runde Satellit 1 mit zusätzlichen Fluggastbrücken angebaut, an den übrigen Modulen ist dies aus Platzgründen nicht möglich.
Die vergleichsweise kompakten Module A und B erreichen zusammen annähernd die Kapazität von Terminal 1. Beide Hallen wurden vorwiegend für Punkt-zu-Punkt-Verbindungen geplant und sind nur eingeschränkt für Transitpassagiere sinnvoll. Daher werden dort nun überwiegend Flüge der oneworld-Allianz durchgeführt, deren Gäste dort selten in ein anderes Flugzeug umsteigen. Nach dem Einsturz der Halle E wurden allerdings auch wieder Flüge der Air France abgefertigt.

#### Terminal 2C/D
Modul 2D wurde 1989 eingeweiht und entspricht weitgehend dem 2B, allerdings wird es für Schengen-Flüge genutzt und hat daher keine Zoll- und Passkontrollstellen. Modul 2C, 1993 fertiggestellt, verfügt über getrennte Etagen für Ankunft und Abflug, die äußere Gebäudeform wurde jedoch beibehalten.

#### TGV-Bahnhof – Module d’Échanges
Das „Umsteigemodul“ verbindet die Bereiche C, D, E und F untereinander und vereint mehrere Haltestellen. Seit 1994 halten im unterirdischen Bahnhof Aéroport Charles-de-Gaulle 2 TGV die Hochgeschwindigkeitszüge auf der Strecke von Brüssel nach Lyon, mit der auch eine Anbindung an den Euro-Disney-Park in Marne-la-Vallée existiert, nicht jedoch in die Innenstadt von Paris. Eine solche Verbindung zum Bahnhof Paris-Est (Gare de l’Est) wird unter dem Namen CDG Express diskutiert. Einige der TGV und Thalys werden als Zubringer zu den internationalen Flügen eingesetzt. Dazu werden in den Reservierungssystemen der SkyTeam-Gesellschaften eigene Flugnummern für diese Züge vergeben und die Ziel- bzw. Abfahrtsbahnhöfe mit IATA-Codes versehen, also Lille-Europe (XDB), Straßburg (XWG) und Brüssel-Süd (ZYR). Die S-Bahn RER verkehrt vom benachbarten Bahnsteig über den älteren RER-Bahnhof nach Paris-Nord. In den Etagen darüber befindet sich die geschlossene Haltestelle des SK6000, die neue Haltestelle für den CDGVAL sowie Verbindungskorridore von und zu den Modulen 2C, 2D, 2E und 2F. Über dem Modul erstreckt sich der längliche Baukörper eines Sheraton Hotels.

#### Terminal 2F

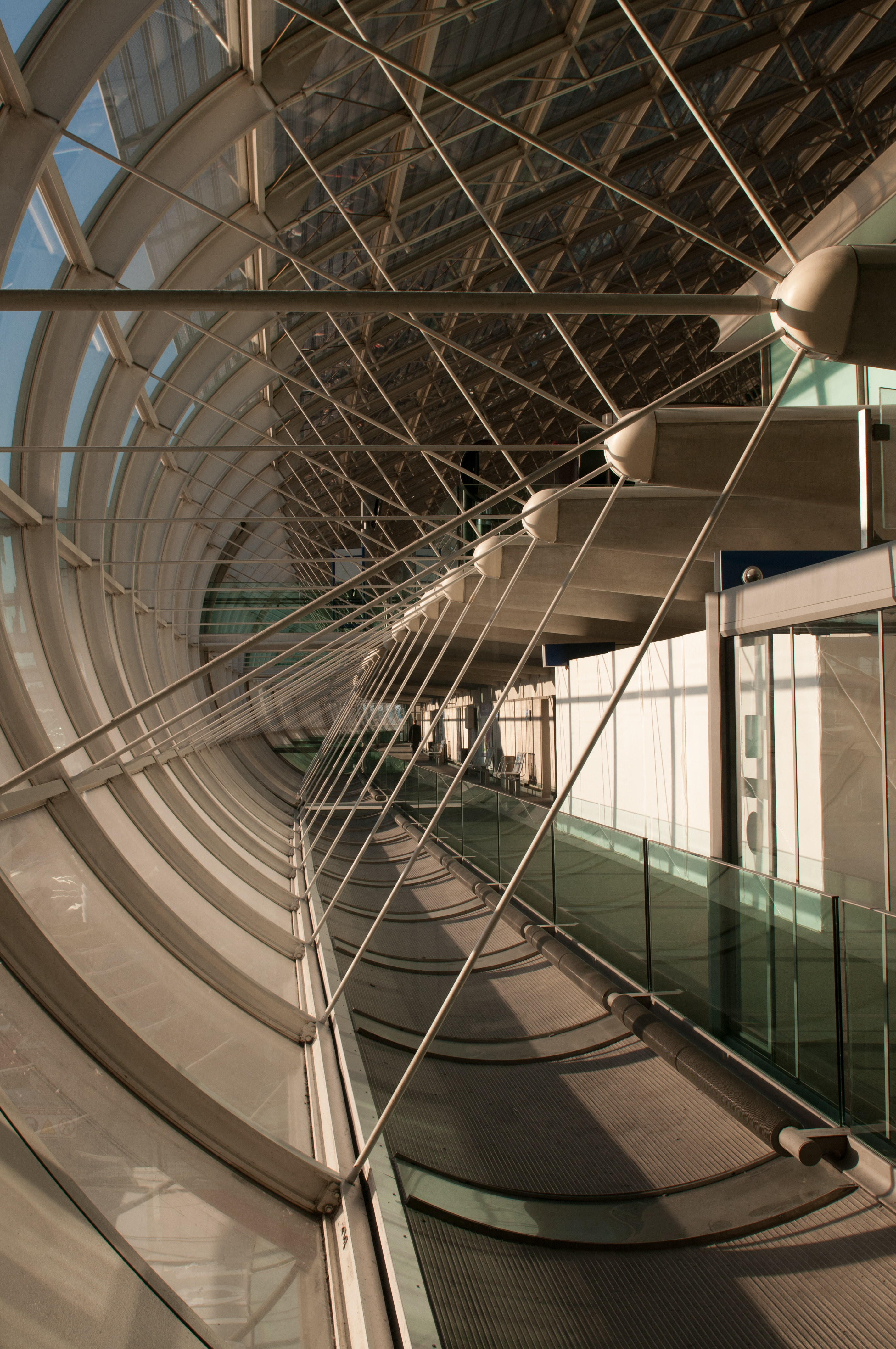
Verbindungsgang zum Pier in Terminal 2F

1989 entwarf man für das Gelände östlich des TGV-Bahnhofes die Abschnitte F und E, die größer als die vorher erstellten Bauteile sein sollten. Seit 1997 gibt es im Abschnitt 2F statt Fluggastbrücken direkt an der Abflughalle zwei große Piers, sogenannte Halbinseln, die auf das Vorfeld ragen und im Gegensatz zu den Betonmassen des übrigen Baus mit einer aufwändigen Glaskonstruktion überdacht sind. Modul 2F wurde als Umsteigeterminal für Schengen-Flüge ohne Passkontrollstelle geplant. Air France hat sich jedoch entschieden, den östlichen Pier bis Ende 2008 für internationale Flüge zu nutzen, so dass das Modul geteilt wurde und Schengen-Flüge nun im Modul 2D und einer Hälfte von 2F abgefertigt werden. Für Transitgepäck, das bisher aufwändig und oft unzuverlässig von einem Flugzeug zum anderen transportiert wurde, wird die neue Gepäcksortieranlage Ost errichtet, die nach Fertigstellung Koffer zwischen den Hallen 2E, 2F und 2G sowie den beiden Satelliten dazwischen befördern soll. Ab Ende 2012 soll Flughafenhalle 2F ausschließlich für Flüge innerhalb Europas genutzt werden.
Ungewöhnlich ist, dass innerhalb der Piers die einzelnen Imbiss-Geschäfte sich in tiefer gelegenen, in sich geschlossenen, nach oben aber offenen Gruben befinden, die nur über Treppen oder kleine Aufzüge zu erreichen sind und von oben eingesehen werden können.

#### Terminal 2E
Die Entwürfe für Modul 2E, das ursprünglich wie 2F mit zwei Piers geplant war, wurden 1997 geändert. Die zentrale Check-In-Halle liegt wie bei den übrigen Modulen an der Straßenvorfahrt. In ihrer Mitte schließt sich der sogenannte Isthmus an, ein schmales Verbindungsbauwerk, das zur großen Abflughalle führt. Deren untere Etagen sind in konventioneller Bauweise errichtet, lediglich die Abflugebene befindet sich auf der obersten Geschossdecke und wird von einem tunnelartigen Betonschlauch umschlossen, der wiederum mit einer Glashülle verkleidet ist.
Am 23. Mai 2004 stürzte ein Jahr nach Fertigstellung ein Teil der Betondecke der Abflughalle zusammen, dabei kamen vier Personen ums Leben. Das Gebäude blieb zunächst geschlossen, die Dachkonstruktion wurde komplett abgerissen und neu aufgebaut, die unteren Etagen blieben dabei erhalten. Als Ursache für den Einsturz wurde die Verkettung von Baumängeln, zu geringer statischer Reserven und unerwarteter thermodynamischer Belastung festgestellt. Zuvor hatten sich bereits Risse gezeigt, die jedoch nicht als gefährlich bewertet wurden. Bauarbeiter hatten zudem kritisiert, dass die Arbeiten unter großem Zeitdruck und mit wenig Sorgfalt durchgeführt worden waren. 2005 wurde beschlossen, beim Neubau keine neue Betondecke, sondern ein Glas-Stahl-Dach ähnlich dem der Halbinseln des Terminal 2F zu errichten.
Nach dem Einsturz der Dachkonstruktion ist die unbeschädigte Check-In-Halle im Dezember 2004 wieder eröffnet worden. Die Fluggäste erreichten von einem provisorischen Wartebereich im Isthmus aus die Flugzeuge mit Bussen. Im Juni 2005 wurde ein weiterer Teil der Check-in-Schalter wieder in Betrieb genommen, von dort gelangten die Passagiere zu einem provisorischen Terminal, dem Satelliten H nördlich des Modul 2F, in Nähe der Startbahn Nord. Air France erwartete, mit dieser Maßnahme auch während der Spitzenperioden in der Urlaubszeit alle Flüge reibungslos abwickeln zu können.
Am 30. März 2008 nach einem Umbau für 130 Millionen Euro wurde Terminal 2E wieder eröffnet. Es soll mit 17 gebäudenahen und sechs Vorfeldpositionen eine Kapazität von 7,6 Millionen Passagiere bieten.

#### Satellit S3
Ab Sommer 2007 gingen im Satelliten S3 19 neue Gates, von denen sechs auch Airbus A380 abfertigen können, mit einer Gesamtkapazität von neun bis zehn Millionen Fluggästen jährlich in Betrieb. Passagiere, die von dort in die Länder der Schengen-Zone reisen, können ihr Gepäck im Terminal 2F aufgeben und den Satelliten über einen Verbindungsgang mit Fahrsteigen erreichen. Internationale Fluggäste checken dagegen im Terminal 2E ein und werden zwischen dem Isthmus und dem Satelliten mit der neuen Kabinenbahn LISA transportiert, die auch zum Satelliten S4 führt.

#### Satellit S4
Am 28. Juni 2012 wurde der Satellit S4 fertiggestellt, der von der Größe dem S3 entspricht und eine Kapazität von 7,8 Millionen Fluggästen pro Jahr hat. In dieser Flughalle werden ausschließlich Langstreckenflugzeuge von Air France und deren Partnern abgefertigt. Er verfügt über 16 Flugsteige, davon sechs für die A380, und ist an Terminal 2E mit der LISA-Bahn angebunden.
Des Weiteren befindet sich im Satelliten S4 die mit 3.000 m² größte Air-France-Lounge der Welt für Gäste der Affaires-Klasse.

#### Terminal 2G
Die Halle 2G ist ein gesonderter Teil des Terminals 2 am östlichen Ende des Flughafens. Am 3. September 2008 wurde der Flugbetrieb aufgenommen und der Terminal soll etwa drei Millionen Passagiere pro Jahr abfertigen können. Er verfügt über 18 Flugzeugabstellpositionen direkt am Gebäude und sechs weitere auf dem Vorfeld. Fluggastbrücken sind nicht vorhanden. 2G bedient Regionalflugzeuge mit 50 bis 100 Sitzen, die Kurzstrecken in die Schengen-Länder fliegen. Nutzer sind die Fluggesellschaften Air France Hop und Luxair. Während der Covid-19-Pandemie war der Terminal zwei Jahre lang geschlossen und wurde in dieser Zeit einer Erneuerung der Passagierbereiche unterzogen. Am 14. April 2022 wurde 2G wieder geöffnet.

### Terminal 3 (vormals T9)
Als Provisorium wurde 1990 der Aérogare T9 eröffnet, um Charter- und Billigfluggesellschaften aufzunehmen, die nicht auf die Service- und Umsteigeeinrichtungen der großen Gebäude angewiesen sind. Dadurch entstand im völligen Gegensatz zu den übrigen Terminals eine sehr schlichte und einfache Halle in der Nähe des RER-Bahnhofes. Es wurde 1999 erweitert und in Terminal 3 umbenannt. Neben einem kleinen Duty-Free-Bereich gibt es lediglich einen erweiterten Kiosk in der Abflughalle, auch auf Fluggastbrücken müssen die Passagiere verzichten. Die Pendelbusse zu den anderen Terminals halten nicht vor der Tür, sondern am 300 m entfernten RER-Bahnhof Roissypole. Trotz oder auch gerade wegen der Einfachheit ist Terminal 3 ein großer Erfolg. In dem billigen Gebäude werden etwa neun Prozent aller Passagiere abgefertigt, obwohl es viel kleiner als die übrigen Terminals ist.

## RER-Bahnhof – Roissypole

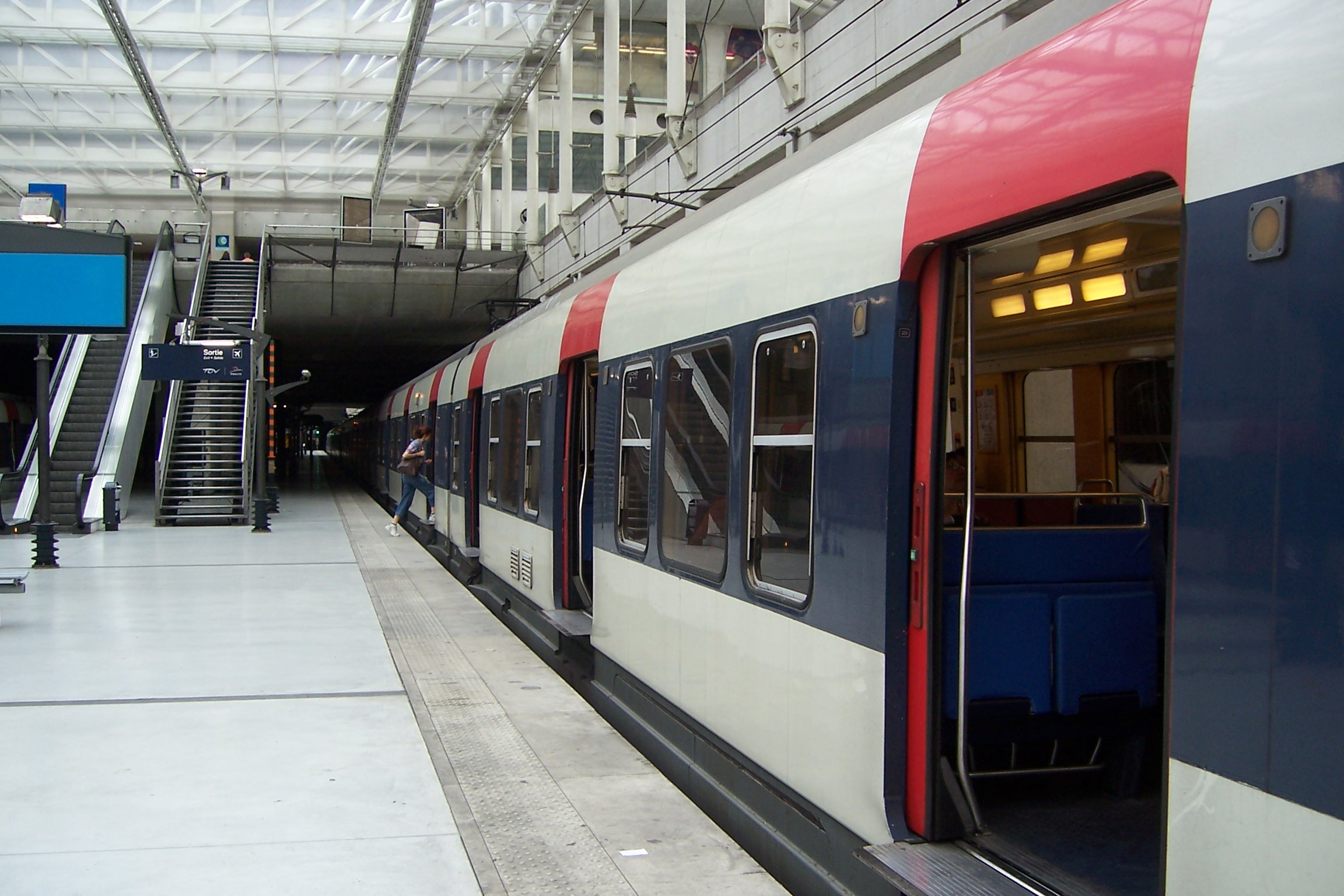
Die RER verbindet den Flughafen mit dem Zentrum von Paris.

1976 wurde der erste unterirdische Bahnhof auf dem Flughafen eröffnet, an dem die Züge der Roissy-Rail-Linie (heute Teil der RER B) vom Pariser Gare du Nord endeten. Da er als zentrale Haltestelle für alle Terminals geplant war, liegt er abseits der beiden großen Abfertigungsgebäude. Rund um den Bahnhof liegen das Terminal 3, der zentrale Busbahnhof, die Verwaltung der Air France sowie diverse Hotels und Bürogebäude. Um dieses Gewerbegebiet innerhalb des Flughafens besser zu vermarkten, kreierte man den Namen Roissypole, der inzwischen für alle Einrichtungen in der zentralen Zone, die weder den Terminals noch den Frachtbereichen zugeordnet werden kann, benutzt wird. Seit 1994 fahren die RER-Züge weiter zum Bahnhof im Terminal 2, in dem auch die TGV-Züge halten. Der alte Endbahnhof heißt jetzt Aéroport Charles-de-Gaulle 1 (T.3), der neue Endbahnhof wird mit Aéroport Charles-de-Gaulle 2 TGV bezeichnet.

## Orientierung und Kommunikation
Obwohl in den Bauplänen für Terminal 1 die einzelnen Etagen mit den Buchstaben A–K und die Satelliten mit T–Z benannt wurden, ist diese Bezeichnung nicht öffentlich benutzt worden. Stattdessen wurden die Satelliten durchnummeriert, sodass es nun jeweils einen Satellit und ein Terminal mit den Nummern 1 und 2 gibt.
Im Terminal 2, das in einzelnen Abschnitten, sogenannten Modulen errichtet wurde, hat man jedem Modul einen Buchstaben zugeordnet. Dabei liegen die Hallen allerdings nicht nebeneinander, sondern gegenüber, wodurch die Reihenfolge der Bushaltestellen nun A-C-E-F-D-B lautet, wobei die beiden größeren Teile E und F manchmal zusätzlich unterteilt werden.
Während der Planung des Flughafens waren Piktogramme noch nicht üblich, Form und Farbe von Hinweisschildern eher zufällig. Paul Andreu meinte zunächst, Begriffe wie „Bar“ oder „Toilette“ seien international verständlich. Der Typograph Adrian Frutiger schlug für Toiletten, Gepäckaufbewahrung, Geschäfte und ähnliches Symbole vor, wie sie Otl Aicher erstmals bei den Olympischen Spielen 1972 eingesetzt hatte. Aus farbpsychologischen Gründen sollten die Hinweisschilder in einem auffälligen Gelb realisiert werden. Die gelben Wegweiser mit weißen Piktogrammen wurden in den folgenden Jahrzehnten international üblich.
Die teilweise unlogische Beschilderung auf dem komplexen Flughafengelände wird oft kritisiert. Obwohl seit der Eröffnung immer wieder Regeln für Farben, Schriften und Symbole aufgestellt wurden, hat man diese nicht einheitlich umgesetzt. Die Farben und Formen der einzelnen Terminals variieren je nach Baudatum. In den beiden Bahnhöfen verwendet die SNCF ihre eigenen Schilder. Auf diversen Wegweisern ist das Terminal 3 noch als „Terminal T9“ oder „Aerogare T“ zu finden, der TGV-Bahnhof wird in einigen Flugscheinen und Reservierungscomputern als „Terminal TN“ ausgewiesen, auf den Tafeln fehlen jedoch derartige Hinweise. Die Nummern der einzelnen Schalter und Türen werden in jedem Abschnitt erneut vergeben, sodass es etliche Ausgänge mit der gleichen Nummer gibt. Erstaunlicherweise fehlen aber auch zu verschiedenen Adressen die passenden Bauwerke. Selbst die beiden Hälften des Terminals 2F verwenden unterschiedliche Zählweisen: In der ersten Halle sind die Ausgänge mit fortlaufenden Nummern nebeneinander im Uhrzeigersinn angeordnet, in der zweiten Halle liegen sie sich gegenüber.

### Schrift

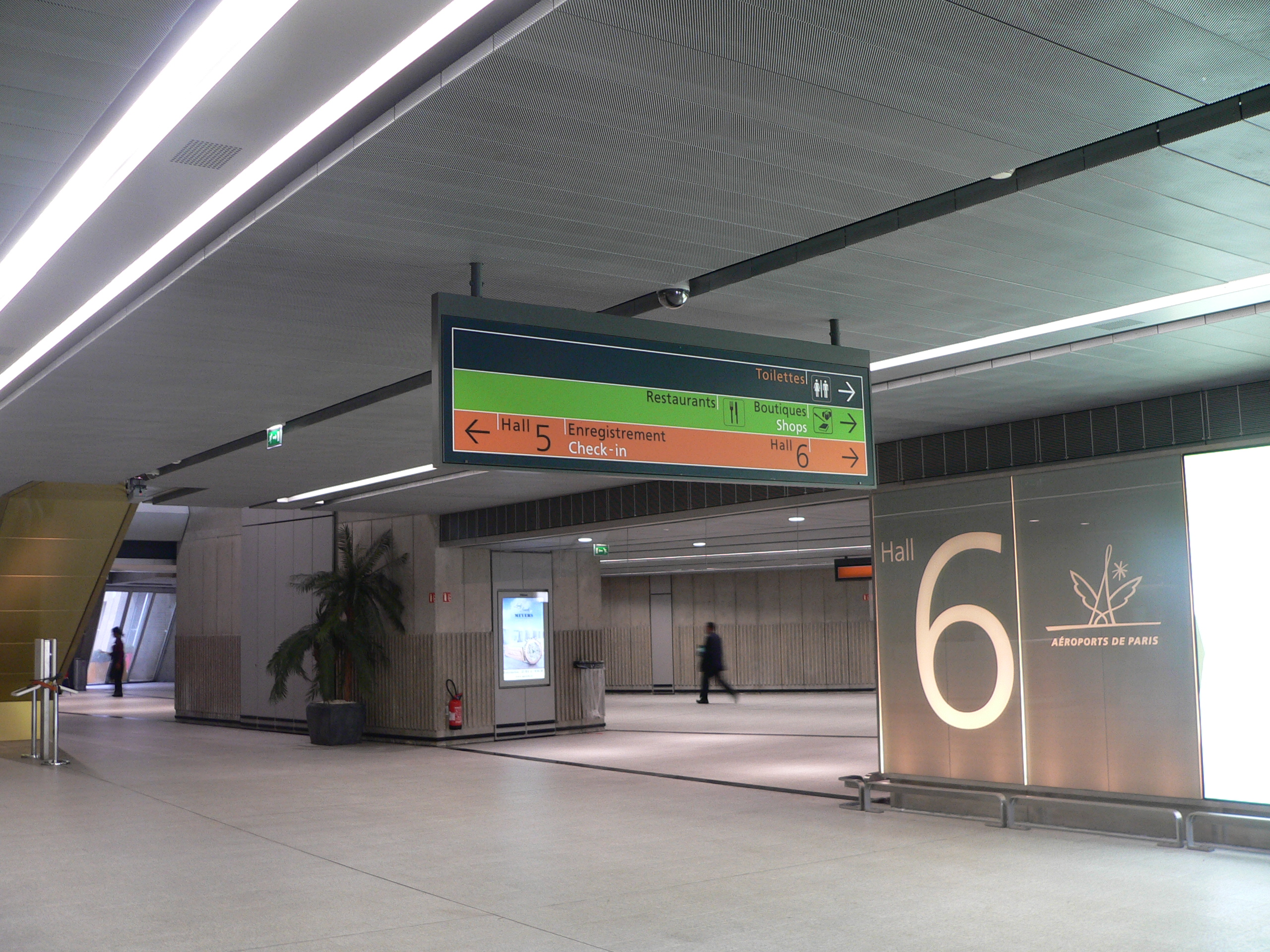
Wegweiser im Terminal 1

Adrian Frutiger erstellte auf Basis seiner Schrift Concorde einen neuen Zeichensatz, der auch aus schrägen Perspektiven und großen Entfernungen besonders gut lesbar sein sollte, da Hinweisschilder an Flughäfen selten frontal betrachtet werden. Es entstand die Schriftart Roissy, die seitdem für alle Hinweisschilder der Pariser Flughäfen eingesetzt wird. Die Roissy gab es zunächst nur in zwei Schnitten, normal und fett, die daraus entwickelte Schrift Frutiger umfasst weitere Schnitte wie beispielsweise kursive. Eine neuerliche Weiterentwicklung ist die Frutiger Next, die etwas eleganter wirkt, aber besonders als kursive Variante deutlich von der Roissy abweicht. Die Frutiger gehört zu den beliebtesten Schriftarten überhaupt, eine ähnliche Schrift von Bitstream nennt sich „Humanist-777“.

### Gong
Der für die 1970er Jahre sehr futuristisch anmutende Gong Indicatif Roissy, der bis 2005 in Roissy eingesetzt wurde, stammt von Bernard Parmegiani von der GRM (Groupe recherches musicales) und wurde von ihm 1971 komponiert. Der Gong ist auf der CD-Sammlung „Archives GRM“ als wohl berühmtestes Beispiel der angewandten Musik zu finden. 2005 wurde im Rahmen der neuen Corporate Identity der Betreibergesellschaft Groupe ADP ein neuer Jingle eingeführt.

## Verkehrsanbindung

### Innerhalb des Flughafengeländes

#### Pendelbusse
Täglich von 4:30 Uhr bis 1:30 Uhr verkehren etwa alle acht Minuten die kostenlos zu benutzenden Busse („Navettes“) der Flughafengesellschaft zwischen den einzelnen Check-In-Hallen und dem Bahnhof des Terminals 2. Auf der Luftseite verbinden Busse der Air France die Transitbereiche der einzelnen Module des Terminal 2, ein Bus der Flughafengesellschaft verkehrt von dort zum Terminal 1. Terminal 3 verfügt nicht über Transitschalter und kann nur durch die Check-In-Halle betreten werden.

#### SK6000
Um die Verbindungen zwischen den Terminals, dem RER-Bahnhof und den Parkplätzen zu verbessern, holte die Groupe ADP Anfang der 1990er Jahre Angebote für eine automatische Kabinenbahn mit zwei Strecken ein: Die Linie 1 vom Terminal 1 zum Urlauberparkplatz, RER-Bahnhof und Terminal 2 mit dem TGV-Bahnhof sowie die Linie 2, die die einzelnen Module des Terminals 2 verbinden sollte. Überraschenderweise fiel die Entscheidung auf das weitgehend unbekannte System SK6000 des französischen Unternehmens Soulé, bestehend aus Aluminiumgondeln, die von Stahlseilen gezogen wurden. Trotz jahrelanger Testfahrten kam es immer wieder zu Pannen, so dass die Fachpresse über die „Geisterbahn von Roissy“ spottete und der französische Rechnungshof das Gemeinschaftsprojekt von der Betreibergesellschaft und der RATP untersuchte, nachdem die Kosten explodierten. Dort war man „bestürzt über diesen Apparat“, von dem man mit Gewissheit sagen könne, dass er nicht den Anforderungen eines internationalen Flughafens entspräche, da schon im Probebetrieb ohne Passagiere mehrere Störungen pro Monat aufgetreten seien, bei denen die Reisenden sich selbst hätten befreien müssen, um dann mit Leitern aus den Gondeln zu klettern. Das Sheraton-Hotel, unter dem die Trasse der beiden Linien zum TGV-Bahnhof verläuft, beschwerte sich zudem über das Rumpeln und den unerträglichen Lärm der Gondeln. Die gesamte Anlage wurde wieder abgerissen.

#### CDGVAL

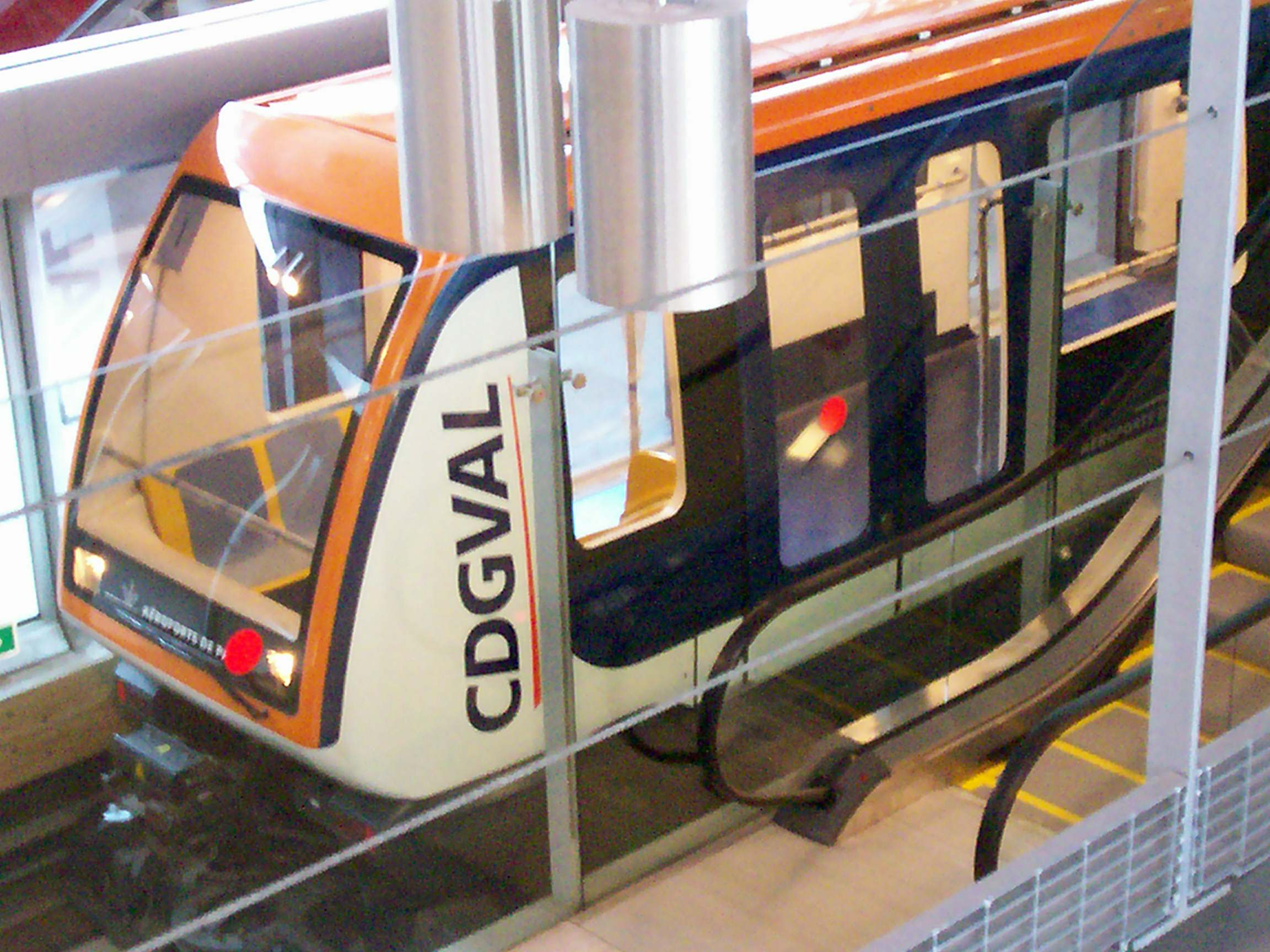
Eine Vorderkabine des CDGVAL

Geografisch genaue Trasse der Linie CDGVAL

Nach dem Fiasko des SK6000 entschied man sich, die Verbindung von Terminal 1 mit dem RER-Bahnhof und dem Terminal 2 mit dem VAL von Matra-/Siemens-Transportation zu realisieren, eine vollautomatische Mini-Métro, die bereits am Flughafen Paris-Orly seit Jahren erfolgreich eingesetzt wird. Der anfangs auch als „RoissyVAL“ bezeichnete CDGVAL verläuft weitgehend auf der Trasse der Linie 1 des SK6000, die Linie 2 wurde vorerst verworfen.
CDGVAL verbindet seit dem Frühjahr 2007 im Vier-Minuten-Takt fünf Haltestellen, die Fahrt dauert etwa acht Minuten. CDGVAL ersetzt damit eine Vielzahl verschiedener Pendelbusse und verkürzt die Reisezeit deutlich.

#### LISA
Eine weitere Kabinenbahn („Liaison Interne Satellite Aérogare“, kurz LISA) verbindet seit Sommer 2007 den Terminal 2E zunächst mit dem Satelliten S3. Ab 2012 wird diese Bahn bis zum Satelliten S4 östlich von Terminal 2 verlängert, der bis dahin voraussichtlich fertiggestellt ist. Der Check-In für Fluggäste des Satelliten S4 wird im Terminal 2E stattfinden. LISA benutzt dabei die gleichen Fahrzeuge wie der CDGVAL, jedoch sind diese Verkehrssysteme unabhängig voneinander und nicht miteinander verbunden, da LISA anders als der VAL nur für Fluggäste hinter den Pass- und Sicherheitskontrollen zugänglich ist. Für Wartungsarbeiten können die Fahrzeuge per LKW in die Werkstatt des CDGVAL transportiert werden.

### Verbindungen nach Paris

#### Autobahn
Die Autobahn A1 verbindet an der Abfahrt Nummer 6 den Flughafen mit Paris und den französischen Fernstraßen.

#### Busse der RATP
Die Pariser Nahverkehrsgesellschaft RATP betreibt den Roissybus, der die Métrostation Opéra viertelstündlich direkt mit dem Flughafen verbindet. Zusätzlich unterhält die RATP zwei normale Buslinien nach Roissy, die Linien 350 (von der Porte de la Chapelle) und 351 (vom Place de la Nation) verkehren während der Hauptverkehrszeit im 20-Minuten-Takt.

#### Bus Direct
Bus Direct (vormals Cars Air France) bietet auf zwei Routen regelmäßige Busverbindungen von CDG in die Innenstadt von Paris an. Die Linie 2 fährt über Porte Maillot und Place Charles-de-Gaulle zum Eiffelturm, die Linie 4 abwechselnd zur Gare Montparnasse oder zur Gare de Lyon.

#### TGV
Der Bahnhof, der unter dem Terminal 2 liegt, ist an das französische Hochgeschwindigkeitsnetz angebunden. Alle TGV, die von Brüssel und Lille nach West-, Südwest- und Südfrankreich fahren, halten an diesem Bahnhof. An dieser östlichen Umgehungsstrecke LGV Interconnexion Est, die den Reisenden den umständlichen Umstieg in Paris mit Bahnhofswechsel erspart, liegt auch der Bahnhof Marne-la-Vallée - Chessy direkt am Disneyland Resort Paris. Reisende nach Paris können in demselben Bahnhof in die Züge der Linie RER B einsteigen.

#### RER
Mit dem RER (Réseau Express Régional) besteht eine Zugverbindung nach Paris. Ein Zweig der Linie B beginnt im Norden am TGV-Bahnhof unter dem Terminal 2 und hält am RER-Bahnhof neben Terminal 3, der auch für Terminal 1 verwendet wird, und führt dann nach Paris, wo er unter anderem am Gare du Nord und in Châtelet - Les Halles hält. Die Fahrzeit vom Flughafen zum Gare du Nord beträgt 31–35 Minuten, zum zentralen Umsteigebahnhof Châtelet - Les Halles 34–38 Minuten.

### Verbindungen zum Flughafen Orly
Für viele Reisen ist eine Verbindung zwischen den Flughäfen notwendig, da die Air France ihr internationales Drehkreuz in Charles-de-Gaulle unterhält, wo auch die meisten Flüge aus Deutschland landen, viele innerfranzösische Routen jedoch nach wie vor am Flughafen Orly starten.

#### Bus Direct
Die Linie 3 des Bus Direct (vormals Cars Air France) verbindet mit einem Reisebus die beiden Flughäfen Roissy und Orly direkt und hält an allen Terminals. Die Fahrt über den Pariser Autobahnring Boulevard Périphérique dauert in der Regel weniger als eine Stunde, kann je nach Verkehrslage aber auch erheblich länger dauern.

#### Zugverbindung
Der RER B, die an den Bahnhöfen neben den Terminals 2 und 3 hält, durchquert Paris und bietet im Süden zwei Anschlüsse zum Flughafen Orly. In Bahnhof Denfert-Rochereau kann in den Orlybus umgestiegen werden; alternativ kann mit dem RER B bis zur Haltestelle Antony weitergefahren werden. Dort muss in die Kabinenbahn Orlyval umgestiegen werden, die in etwa 15 Minuten zunächst Orly-Ouest (West) und dann Orly-Sud anfährt.

## Zwischenfälle
- Am 6. Januar 1993 stürzte eine Turboprop-Maschine des Typs De Havilland DHC-8-311 der Lufthansa CityLine, in deren Auftrag die Stuttgarter Contact Air diesen Linienflug von Bremen nach Paris-Charles-de-Gaulle durchführte, bei einem missglückten „Swing-Over“-Manöver (Wechsel der Landebahn während des Landeanflugs) ab. Grund hierfür waren das Fehlverhalten der Piloten und die schlechten Wetterverhältnisse (niedrige Wolkenuntergrenze und geringe Sichtweite). Der Landebahnwechsel wurde nötig, weil eine Boeing 747 der Korean Air bei der Landung auf der für LH 5634 vorgesehenen Landebahn 27 (heute 27L) mit einem Triebwerk den Boden berührte. Infolgedessen wurde die Landebahn gesperrt und LH 5634 musste auf den ILS-Gleitpfad von Landebahn 28 (heute 26R) ausweichen. Dabei geriet das Flugzeug in einen schnellen Sinkflug und flog schließlich um 19:20 Uhr Ortszeit 1,8 Kilometer vor der Landbahnschwelle der Landebahn 28 in den Boden, wobei 4 der 23 Insassen ums Leben kamen (siehe auch Lufthansa-CityLine-Flug 5634).

- Am 20. Januar 1994 entstand in einem Airbus A340-211 der Air France (F-GNIA) während eines Schleppvorgangs auf dem Flughafen Paris-Charles-de-Gaulle ein Feuer wegen der Überhitzung einer fehlerhaft in Betrieb belassenen elektrischen Hydraulikpumpe. Das Flugzeug brannte völlig aus. Personen kamen nicht zu Schaden.[13]

- Beim Anflug zum Streamline-Aviation-Flug 200 am 25. Mai 2000 stieß eine Shorts 330 der Fluggesellschaft Stream Line mit einer MD-80 der Air Liberté zusammen. Viele Maschinen auf dem Flughafen waren mit französischen Crews besetzt und ihnen wurden auf Französisch Anweisungen erteilt. So bekam die britische Crew der Stream Line nicht mit, dass eine andere Maschine eine Freigabe für die gleiche Startbahn bekommen hatte. Bei diesem Unfall starb der Copilot der Stream Line. Der verletzte Pilot wurde noch vor der Entlassung aus dem Krankenhaus wegen Totschlags verhaftet. Die Polizei ließ ihn aber später wieder frei und begründete den Unfall mit der Nutzung der landesüblichen Sprache. Wenige Wochen zuvor hatte die Air France eine Versuchsphase gestartet, in der sie anordnete, dass der Flugfunk auf Englisch abgehalten werden sollte statt des üblichen Gebrauchs des Französischen. Aufgrund aufgebrachter Bürger und zunehmenden politischen Drucks wurde dieser Versuch nach acht Tagen abgebrochen. Die Öffentlichkeit war der Meinung, dass sich die Piloten von ihrer Muttersprache distanzieren würden.

- Am 25. Juli 2000 hob eine Concorde auf dem Weg nach New York vom Flughafen Charles-de-Gaulle ab. Beim Start wurde ein Reifen von einem herumliegenden Metallteil zerfetzt, Gummibrocken rissen ein Loch in den linken Tragflächentank, der auslaufende Treibstoff entzündete sich, und die linken Triebwerke fielen aus. Rund eine Minute nach dem Start stürzte die Maschine auf ein Hotel in Gonesse bei Paris. 113 Menschen kamen ums Leben (siehe auch Air-France-Flug 4590).

## Besonderheiten
Von 1988 bis 2006 wohnte im Terminal 1 der Iraner Mehran Karimi Nasseri, auf dessen Geschichte der US-amerikanische Film Terminal (2004) basiert.

## Film
- Roissy 1. Dokumentation, Frankreich, 2009, 26 Min., Regie: Valéry Gaillard, Produktion: arte France, Reihe: Baukunst, deutsche Erstausstrahlung: 25. Oktober 2009, Inhaltsangabe (Memento vom 31. Oktober 2009 im Internet Archive) von arte, darin Interview des Architekten Paul Andreu